# John Alton
John Alton (Sopron, 5 de outubro de 1901 — Santa Monica, 2 de junho de 1996) foi um diretor de fotografia estadunidense. Venceu o Oscar de melhor fotografia na edição de 1952 por An American in Paris.